# Pan-Amerikaanse kampioenschappen wielrennen 2025 – Individuele tijdrit vrouwen elite
De individuele tijdrit voor vrouwen elite op de Pan-Amerikaanse kampioenschappen wielrennen 2025 werd gehouden op 23 april. De 24 deelneemsters moesten een parcours van 26,2 kilometer in en rond het Uruguayaanse Punta del Este afleggen. De Amerikaanse Ruth Edwards won, voor haar landgenote Emily Ehrlich en Teniel Campbell uit Trinidad en Tobago.

## Uitslag
| Plaats | Naam                         | Tijd       |
| ------ | ---------------------------- | ---------- |
| Goud   | Ruth Edwards                 | 34'44,59"  |
| Zilver | Emily Ehrlich                | + 10,34"   |
| Brons  | Teniel Campbell              | + 43,59"   |
| 4      | Diana Peñuela                | + 1'26,25" |
| 5      | Aranza Villalón              | + 1'41,82" |
| 6      | Juliana Londoño              | + 1'52,28" |
| 7      | Floren Villanueva            | + 2'40,34" |
| 8      | Andrea Ramírez               | + 2'48,67" |
| 9      | Agua Espínola                | + 2'49,55" |
| 10     | Miryam Nuñez                 | + 3'05,49" |
| 11     | Lilibeth Chacón              | + 3'17,42" |
| 12     | Tamires Radatz               | + 3'45,02" |
| 13     | Julieta Benedetti Venturella | + 3'52,91" |
| 14     | Maria Acosta                 | + 4'18,74" |
| 15     | Daniela Carrera              | + 4'23,70" |
| 16     | Mariana García               | + 4'31,14" |
| 17     | Anabel Posse                 | + 5'00,23" |
| 18     | Milagro Mena                 | + 5'21,78" |
| 19     | Natalia Vásquez              | + 5'34,63" |
| 20     | Lianis Mesa                  | + 6'10,31" |